# Numer konskrypcyjny

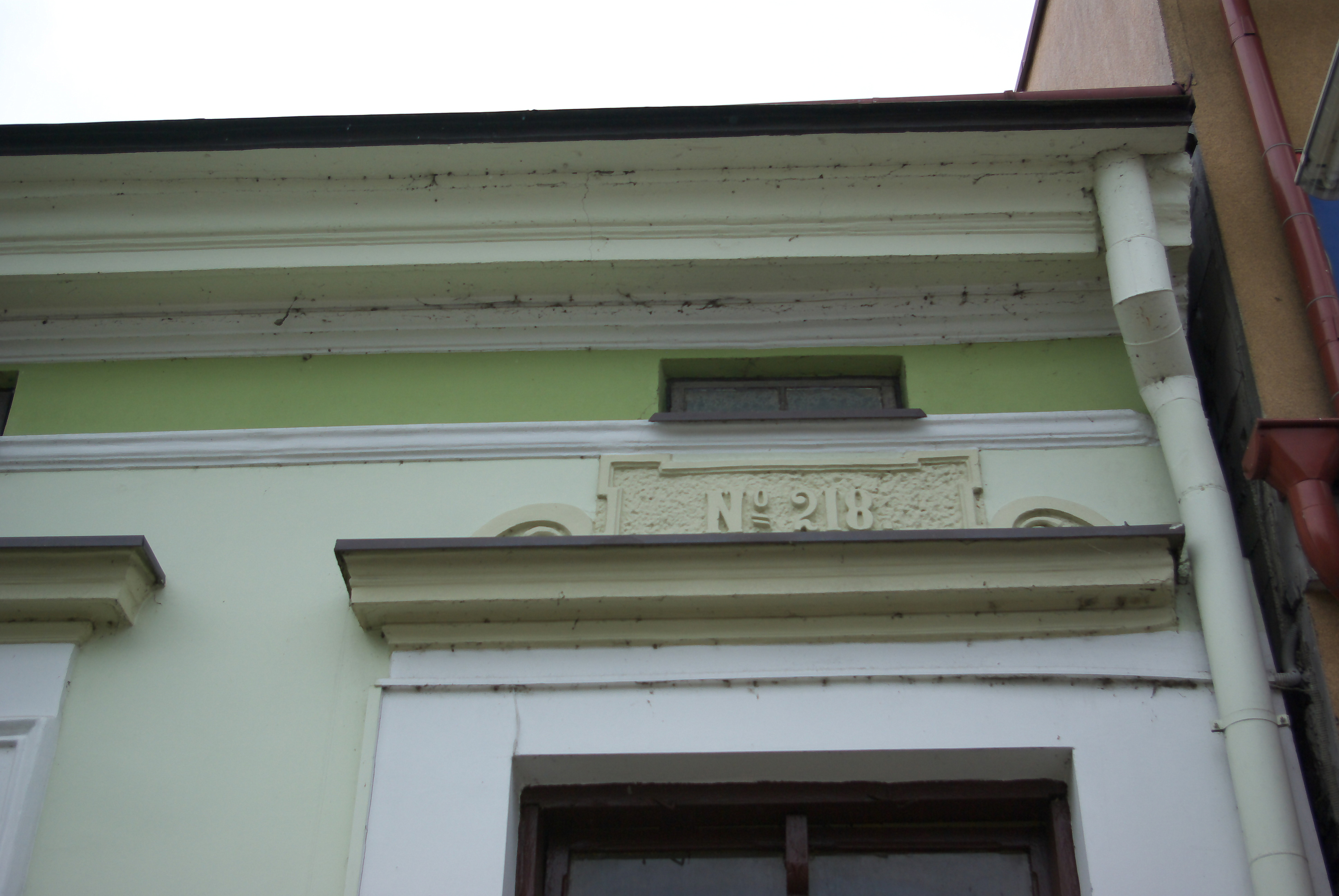
Numer konskrypcyjny 218 zachowany na budynku w Sanoku przy ulicy Jagiellońskiej 52

Numer konskrypcyjny (łac. conscriptio – spis, wykaz) – dawniej oznaczał kolejny numer nieruchomości (domu, parceli) w mieście lub dzielnicy miasta. Do drugiej połowy XIX wieku na obszarze ziem polskich pod zaborem austriackim numery konskrypcyjne stanowiły adresy. Posesje oznaczane numerami konskrypcyjnymi nie znajdowały się miejscowo obok siebie, jako że numery były przyznawane w sposób chronologiczny. Po wprowadzeniu nazw ulicy i numeracji według ich przebiegu, numery konskrypcyjne służyły pobocznie do oznaczeń formalnych.
Przy opisie realności (tj. nieruchomości) podawano numer konskrypcyjny oraz dodatkowo numer orientacyjny przy danej ulicy.
W okresie zaboru austriackiego w ramach autonomii galicyjskiej funkcjonowały urzędy konskrypcyjne, działał komisarz konskrypcyjny, były pobierane należności konskrypcyjne.